# SN 2003Z
SN 2003Z – supernowa typu II-P odkryta 29 stycznia 2003 roku w galaktyce NGC 2742. W momencie odkrycia miała maksymalną jasność 16,70m.